# Leopold Holusek
Leopold "Poldi" Holusek (* 10. November 1924 in Bratislava; † 16. April 1993) war ein deutscher Tischtennisspieler. Er war dreifacher deutscher Meister im Doppel.

## National
Bei den deutschen Meisterschaften erreichte Holusek 1955 im Einzel das Endspiel, das er gegen Conny Freundorfer verlor. Im Doppel verteidigte er 1955 zusammen mit Josef Seiz seinen Titel aus dem Vorjahr. 1957 wurde er zum dritten Mal deutscher Meister im Doppel, diesmal zusammen mit Conny Freundorfer. Dreimal holte er im Doppel Silber, 1951 mit Buchholz, 1956 mit Seiz und 1958 mit Freundorfer. Mit seiner Ehefrau Friedel (geb. Gallenberger) belegte er 1955 im Mixed Platz 2 und 1956 Platz 3.
Holusek schloss sich 1946 dem Verein MTV München von 1879 an. Mit diesem gewann er 1948 bis 1951 viermal in Folge die deutsche Mannschaftsmeisterschaft. Dafür wurde dem Team im April 1951 das Silberne Lorbeerblatt verliehen. 1951 wechselte er zum Oberligisten VfL München, ein Jahr später zum TSV Milbertshofen, wo er 1958 der Meistermannschaft angehörte. Später spielte er für DJK SB München.
Mit der Auswahl des Bayerischen Tischtennis-Verbandes gewann er 1951, 1955 und 1957 den Deutschlandpokal.

## International
Von 1955 bis 1957 absolvierte Holusek 18 Länderspiele. Er wurde für die Weltmeisterschaften 1955, 1956 und 1957 nominiert.

## Privat
Nach dem Zweiten Weltkrieg lebte Holusek in München. Gelegentlich trat er bei Eishockeyspielen im Prinzregentenstadion in den Pausen als Eisclown auf. Er war verheiratet mit Friedel Gallenberger, die in den 1950er Jahren für Post SV München spielte und zur deutschen Spitze zählte. Mit ihr hatte er (mindestens) zwei Kinder. 1993 starb Holusek an einer schweren Krankheit.

## Turnierergebnisse
| Verband | Veranstaltung     | Jahr | Ort       | Land | Einzel     | Doppel    | Mixed        | Team |
| ------- | ----------------- | ---- | --------- | ---- | ---------- | --------- | ------------ | ---- |
| GER     | Weltmeisterschaft | 1957 | Stockholm | SWE  | letzte 32  | letzte 32 | Scratched    | 5    |
| GER     | Weltmeisterschaft | 1956 | Tokio     | JPN  | letzte 128 | Scratched | keine Teiln. | 5    |
| GER     | Weltmeisterschaft | 1955 | Utrecht   | NED  | letzte 32  | letzte 32 | letzte 128   | 9    |